# ポピー・クリール
ポピー・クリール（Poppy Cleall、1992年6月12日 - ）は、イングランドの女子ラグビーユニオン選手。

## プロフィール
- イングランド・ノリッジ出身[1]。
- ポジションはロック(LO)、フランカー(FL)、ナンバーエイト(No8)。
- 身長 181cm、体重 96kg
- 女子イングランド代表キャップは59（2022年11月現在）。
- 2017年W杯の女子イングランド代表に選ばれた[2]。

## 略歴
2022年、ラグビーワールドカップ2021の女子イングランド代表に選ばれて、レッド・ローズ2大会連続準優勝に貢献。

## 受賞歴
- ワールドラグビー女子15人制ドリームチーム:2021年[4]